# کونولین زرد اس‌اس
کونولین زرد اس‌اس (به انگلیسی: Quinoline Yellow SS) با فرمول شیمیایی C۱۸H۱۱NO۲ یک ترکیب شیمیایی است. که جرم مولی آن ۲۷۳٫۲۹ g/mol می‌باشد. شکل ظاهری این ترکیب، پودر زرد است.